# EPay.bg
ePay.bg (произнася се „и-пей-бе-ге“) е българска система за електронни плащания. Системата съществува от октомври 1999 година. През ноември същата година е реализирано и първото плащане онлайн в България именно през ePay.bg. Оператор на системата е „Ипей“ АД, създадено през 2000 г., част от „Датамакс Системс Холдинг“ АД.

## Цели на системата
1. Да даде възможност на клиентите си да осъществяват месечните си плащания за битови сметки (ток, вода, парно, телефон, GSM и т.н.), да покриват данъчните си задължения, както и да пазаруват свободно, възползвайки се от предимствата на интернет пространството – спестяване на време, нерви и средства. Те получават още и възможността да извършват нареждания за плащания през интернет и подробни извлечения по сметките си.
2. Да даде възможност на българските търговци да получават плащания по интернет чрез национални дебитни и международни кредитни карти. ePay.bg може да се използва както от граждани на страната, така и от чужденци, желаещи да закупят стоки или да се възползват от услуги, предлагани от българските фирми.

## Сигурност и поверителност на информацията
Всички потребители след регистрацията си в ePay.bg получават уникален клиентски идентификацоинен номер (КИН), а всеки успешно регистрирал се търговец получава търговски идентификационен номер (ТИН). Номерата ТИН и КИН са публични номера и служат за виртуално идентифициране на клиента пред търговеца и търговеца пред купувача. Освен тези номера всеки регистрирал се, независимо клиент или търговец, избира потребителско име и парола, с която се оторизира пред ePay.bg. Всяко плащане се извършва след изричното му потвърждаване от страна на клиента с парола, която е криптирана.
Друга особеност на системата е това, че по никакъв начин не предоставя специфична информация за клиента пред търговеца. Това, което той получава, е известие, че даден потребител е извършил плащане в негова полза. В случаите, когато търговецът е регистриран, че ще доставя стоки до врата на клиента, той може да получи и точния му адрес, ако клиентът е изявил предварително такова желание.